# Attentats du festival de Thingyan à Rangoun
 (juin 2021).
Les attentats du festival de Thingyan à Rangoun sont des attentats à la bombe survenus le 15 avril 2010 à Rangoun, en Birmanie, lors du festival de l'eau de Thingyan, ayant fait 10 morts et 178 blessés.

## Contexte
Des attentats à la bombe à l'intérieur ou à proximité de Rangoun se sont produits à de nombreuses reprises dans le passé. En avril 2006, cinq bombes ont explosé dans le centre de la ville, aucune victime n'a été signalée. En septembre 2008, une bombe a explosé devant l'hôtel de ville de Rangoun (en), tuant 7 personnes et en blessant plusieurs autres.

## Attentats
Le 15 avril 2010, trois explosions distinctes se sont produites devant le pavillon du festival de l'eau X2O prétendument parrainé par le petit-fils de Than Shwe près du lac Kandawgyi, où des centaines de personnes célébraient le festival de l'eau.

## Enquêtes
Le chef de la police Khin Yi (en) a déclaré que trois membres du Vigorous Burmese Student Warriors (en) étaient responsables des attentats à la bombe.
Phyo Wai Aung, un ingénieur, a été inculpé d'implication présumée dans un attentat à la bombe. Il a été condamné à mort en mai 2012. Il a plaidé innocent et a déclaré avoir été torturé lors des interrogatoires. Il a été libéré par grâce présidentielle en août 2012 et est décédé d'un cancer du foie en janvier 2013.